# موتور هواگرد

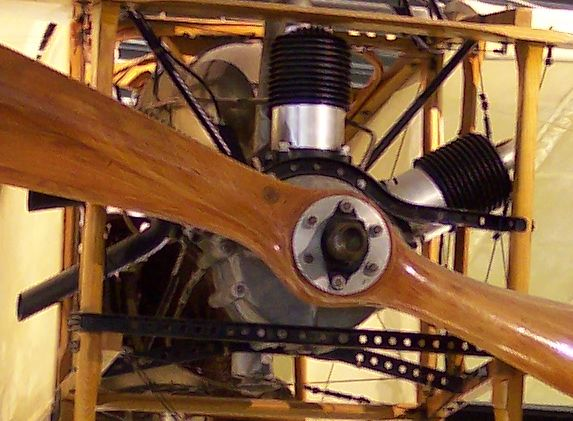
هواگرد سبک

موتور هواگرد بخشی از سامانه پیشرانه هواگرد است که نیروی مکانیکی تولید می‌کند. موتورهای هواگرد معمولاً یا از نوع پیستونی سبک‌وزن  یا از نوع توربین گازی هستند.